# Krutsjön (Vilhelmina socken, Lappland, 723105-149866)
Krutsjön är en sjö i Vilhelmina kommun i Lappland och ingår i Ångermanälvens huvudavrinningsområde. Sjön har en area på 5,1 kvadratkilometer och ligger 520,1 meter över havet. Sjön avvattnas av vattendraget Krutån.

## Delavrinningsområde
Krutsjön ingår i det delavrinningsområde (722984-149724) som SMHI kallar för Utloppet av Krutsjön. Medelhöjden är 557 meter över havet och ytan är 20,47 kvadratkilometer. Räknas de 29 avrinningsområdena uppströms in blir den ackumulerade arean 164,17 kvadratkilometer. Krutån som avvattnar avrinningsområdet har biflödesordning 3, vilket innebär att vattnet flödar genom totalt 3 vattendrag innan det når havet efter 407 kilometer. Avrinningsområdet består mestadels av skog (69 procent). Avrinningsområdet har 5,15 kvadratkilometer vattenytor vilket ger det en sjöprocent på 25,1 procent.